# Heathrow Express
| \| \| \| London Paddington \| \| \| \| Heathrow Central \| \| \| \| Heathrow Terminal 5 \| |  |                     |                     |
| Kopfbahnhof Streckenanfang                                                                 |  | London Paddington   | London Paddington   |
| Bahnhof                                                                                    |  | Heathrow Central    | Heathrow Central    |
| Kopfbahnhof Streckenende                                                                   |  | Heathrow Terminal 5 | Heathrow Terminal 5 |

Der Heathrow Express ist eine Eisenbahnlinie in Großbritannien, die seit dem 23. Juni 1998 den Flughafen London Heathrow mit dem Bahnhof Paddington im Zentrum von London verbindet.

## Service und Preise
Die Linie wird von der Heathrow Express Operating Authority, einer Tochtergesellschaft des Flughafenbetreibers Heathrow Airport Holdings, betrieben. Sie ist nicht in das Tarifsystem von National Rail eingebunden, der sich nahezu alle anderen Bahngesellschaften angeschlossen haben. Die Züge verkehren alle fünfzehn Minuten zwischen 5:00 Uhr und 24:00 Uhr. Am Flughafen Heathrow gibt es drei Bahnhöfe, Heathrow Central, der die Terminals 1 bis 3 bedient, Heathrow Terminal 4 und Heathrow Terminal 5. Um zu Terminal 4 zu kommen, muss man allerdings in Heathrow Central in den Heathrow Connect umsteigen. Die Fahrzeit beträgt 15 bzw. 22 Minuten. Es verkehren Triebwagenzüge des Typs Class 332, die von Siemens und CAF entwickelt wurden.
Das Angebot wird besonders wegen seiner Umweltfreundlichkeit und Schnelligkeit gelobt. Deutliche Kritik gibt es jedoch an den hohen Fahrpreisen. So kostet 2025 eine Einzelfahrt in der zweiten Klasse mindestens £25 (Rückfahrkarte am selben Tag £30, ansonsten £40), in der ersten Klasse sogar £32 (Rückfahrkarte £36 am selben Tag, ansonsten £46). Somit ist Heathrow Express die mit Abstand teuerste innerstädtische Zugverbindung Großbritanniens (allerdings lässt sich der Fahrpreis durch diverse Vergünstigungen wie z. B. frühzeitige Online-Buchung mindestens 45 Tage vor Abfahrt auf £10 pro Fahrt reduzieren). Zum Vergleich: Eine Fahrt mit der Piccadilly Line der Londoner U-Bahn ins Stadtzentrum dauert zwar knapp 50 Minuten, kostet jedoch lediglich zwischen £3,10 und £5,10; eine Fahrt mit der Elizabeth Line, die auf der gleichen Strecke wie der Heathrow Express verkehrt dauert im Vergleich ca. 25 Minuten und kostet mindestens £12,80.

## Rollmaterial
| Baureihe             | Bild | Typ                  | Vmax     | Personen- wagen | Anzahl | Baujahr   |
| -------------------- | ---- | -------------------- | -------- | --------------- | ------ | --------- |
| Britische Klasse 332 |      | Triebwagen (Elektro) | 160 km/h | 9               | 4      | 1997–1998 |
| Britische Klasse 332 | 5    | Triebwagen (Elektro) | 160 km/h | 5               |        | 1997–1998 |
| Britische Klasse 332 |      |                      |          |                 |        |           |
| Britische Klasse 360 |      | Triebwagen (Elektro) | 160 km/h | 5               | 1      | 2004–2005 |